# Joshua Blue
Joshua Blue est un projet IBM d’intelligence artificielle conçu pour émuler certaines fonctions mentales humaines. Son objectif est de concevoir un ordinateur qui « pense comme un humain » en termes d’intelligence émotionnelle. Il convient de le distinguer des projets similaires focalisés sur la pensée logique comme Deep Blue ou Watson, un programme d’intelligence artificielle orienté questionnement.